# Seenotrettungsstation Neuharlingersiel
Die Seenotrettungsstation Neuharlingersiel ist ein Stützpunkt von Freiwilligen der Deutschen Gesellschaft zur Rettung Schiffbrüchiger (DGzRS). Bei einem Seenotfall im Revier erfolgt im Regelfall die Alarmierung durch die Zentrale der DGzRS in Bremen, wo die Seenotleitung Bremen (MRCC Bremen) ständig alle Alarmierungswege für die Seenotrettung überwacht. Als Einsatzmittel verfügt die Station über ein Seenotrettungsboot (SRB), das am Westkai vor dem Stationsgebäude liegt.

## Einsatzgebiet und Zusammenarbeit
Der Zuständigkeitsbereich der Seenotretter von Neuharlingersiel ist das davor liegende Wattenmeer bis zu den Inseln Langeoog, Spiekeroog und Wangerooge. Hier verkehren die Fähren und Ausflugsschiffe zu den Inseln und die zahlreichen Fischkutter des kleinen Sielhafens, die gelegentlich Hilfe der Retter benötigen. Daneben werden Einsätze für die Sportbootschifffahrt, Kite-Surfer oder auch für Wattwanderer erforderlich.
Bei größeren Rettungsaktionen oder Hilfseinsätzen erfolgt die Zusammenarbeit mit den Booten der Nachbarstationen:
- Boot der Seenotrettungsstation Baltrum
- Boot der Seenotrettungsstation Langeoog
- Boot der Seenotrettungsstation Wangerooge

## Aktuelle Rettungseinheit
Seit 2023 liegt im Hafen die COURAGE zum Einsatz bereit. Das SRB84 entstammt der neusten Bauserie von der Tamsen-Werft mit 10,1 Meter Länge und ist die verlängerte Version des Vorgängerbootes NEUHARLINGERSIEL der gleichen Bootsklasse. Es hat ein vollständig geschlossenes Steuerhaus, das Besatzung und Technik vor Wind und Wellen schützt. Eine Bergungspforte auf der Steuerbordseite erleichtert die Aufnahme von Personen aus dem Wasser. Der relativ starke Motor gestattet auch das Schleppen größerer Schiffe.

## Geschichte
Die Station war 1865 vom Verein zur Rettung Schiffbrüchiger in Ostfriesland in Neuharlingersiel eingerichtet worden. Dazu hatte der Verein ein 24'-Francis-Boot (rd. 7,5 Meter) beschafft und mit dem Namen FRAUENLOB (I) versehen. Seit 1869 ist die Station in der Hand der DGzRS, die sogleich für den Bau eines Rettungsschuppen sorgte.
20 Jahre später kam von der Gesellschaft ein neues Boot gleicher Länge, das Deutsche Normalrettungsboot mit Namen FRAUENLOB (II). Das Boot wurde 1920 vor Spiekeroog bei einem Einsatz für die Bark PAUL schwer beschädigt. Dafür erhielt die Station das 8,5-m-Standard-Boot FRAUENLOB (III), das 1928 mit einem 15-PS-Motor nachgerüstet wurde. Es konnte 1930 zur Station in Greetsiel abgegeben werden, da das erste Motorrettungsboot LOTSENKOMMANDEUR LAARMANN zur Station kam. Die weiteren Rettungsboote sind in der folgenden Tabelle enthalten.

## Historie der motorisierten Rettungseinheiten
| Stationierung von Motorrettungsbooten  | Stationierung von Motorrettungsbooten | Stationierung von Motorrettungsbooten | Stationierung von Motorrettungsbooten | Stationierung von Motorrettungsbooten | Stationierung von Motorrettungsbooten | Stationierung von Motorrettungsbooten | Stationierung von Motorrettungsbooten |
| Zeitraum                               | Schiffsname | Reg.-Nr. | Länge oder Klasse | Anz. Motoren ges. Leistung | Geschw. | vorige Station | Verlegung nach oder Verbleib |
| -------------------------------------- | --- | --- | --- | --- | --- | --- | --- |
| 1930 → 1932                            | LOTSENKOMMANDEUR LAARMANN | KRD 419 | 10,0 Meter | 1 → 20 PS | 7,0 kn | Neubau | → Carolinensiel |
| 1933 → 1942                            | ULRICH STEFFENS (I) | KRD 426 | 11,0 Meter | 1 → 40 PS | 7,5 Kn | Neubau | → Friedrichskoog |
| 1942 → 1943                            | HEINRICH TIARKS (II) * | KRD 402 | 10,1 Meter | 1 → 50 PS | 8,0 kn | von Büsum | → Juist |
| 1944 → 1949                            | ULRICH STEFFENS (II) ** | KRB 201 | 13-m-Serie | 1 → 150 PS | 8,5 kn | von Station Spiekeroog | → Laboe |
| 1949 → 1973                            | ULRICH STEFFENS (III) | KRC 309 | 10-m-Serie | 1 → 60 PS | 8,0 kn | Neubau | → Horumersiel |
| Erl.:                                  | * Die HEINRICH TIARKS (II) trug in Büsum den Namen CARL LAEISZ (I) ** Die ULRICH STEFFENS (II) trug in Cuxhaven den Namen HINDENBURG (III) | * Die HEINRICH TIARKS (II) trug in Büsum den Namen CARL LAEISZ (I) ** Die ULRICH STEFFENS (II) trug in Cuxhaven den Namen HINDENBURG (III) | * Die HEINRICH TIARKS (II) trug in Büsum den Namen CARL LAEISZ (I) ** Die ULRICH STEFFENS (II) trug in Cuxhaven den Namen HINDENBURG (III) | * Die HEINRICH TIARKS (II) trug in Büsum den Namen CARL LAEISZ (I) ** Die ULRICH STEFFENS (II) trug in Cuxhaven den Namen HINDENBURG (III) | * Die HEINRICH TIARKS (II) trug in Büsum den Namen CARL LAEISZ (I) ** Die ULRICH STEFFENS (II) trug in Cuxhaven den Namen HINDENBURG (III) | * Die HEINRICH TIARKS (II) trug in Büsum den Namen CARL LAEISZ (I) ** Die ULRICH STEFFENS (II) trug in Cuxhaven den Namen HINDENBURG (III) | * Die HEINRICH TIARKS (II) trug in Büsum den Namen CARL LAEISZ (I) ** Die ULRICH STEFFENS (II) trug in Cuxhaven den Namen HINDENBURG (III) |
| Stationierung von Seenotrettungsbooten | | | | | | | |
| 1973 → 2000                            | SIEGFRIED BOYSEN | KRST 1 | 12-m-Klasse | 1 → 240 PS | 17 kn | von Nordstrand | → Glowe |
| 2000 → 2023                            | NEUHARLINGERSIEL | SRB 54 | 9,5-Meter-Klasse | 1 → 320 PS | 18 kn | Neubau | → Ueckermünde |
| seit 2023                              | COURAGE | SRB 84 | 10,1-Meter-Klasse | 1 → 380 PS | 18 kn | Neubau | auf Station |

Quellen: 

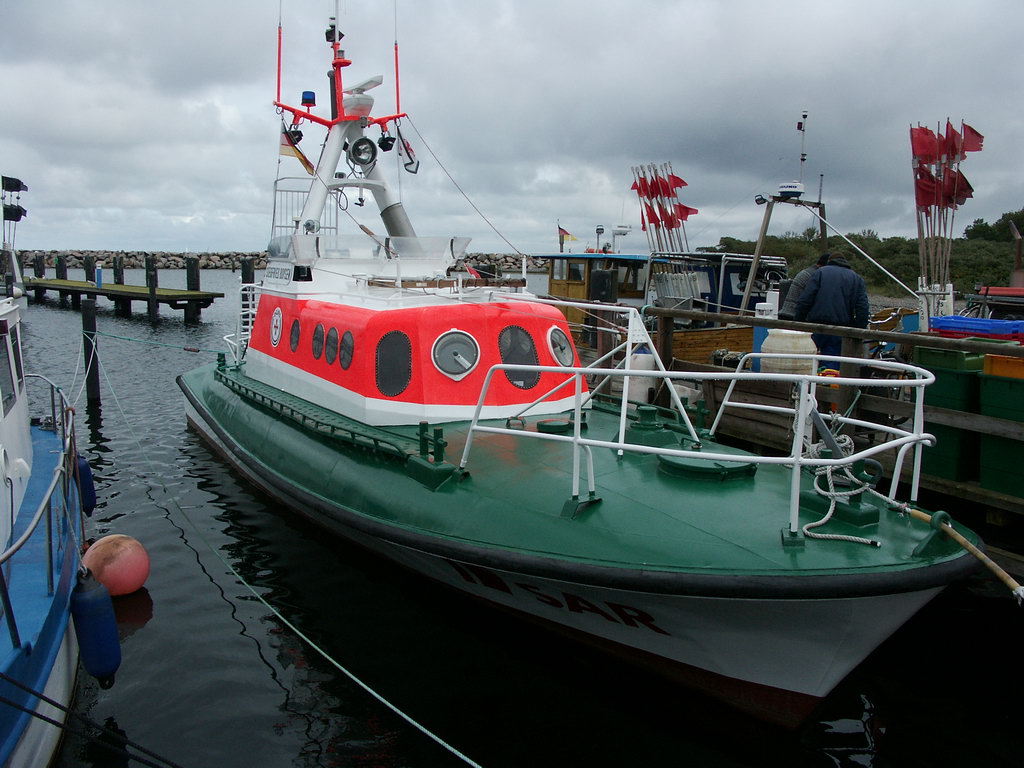
SRB SIEGFRIED BOYSEN

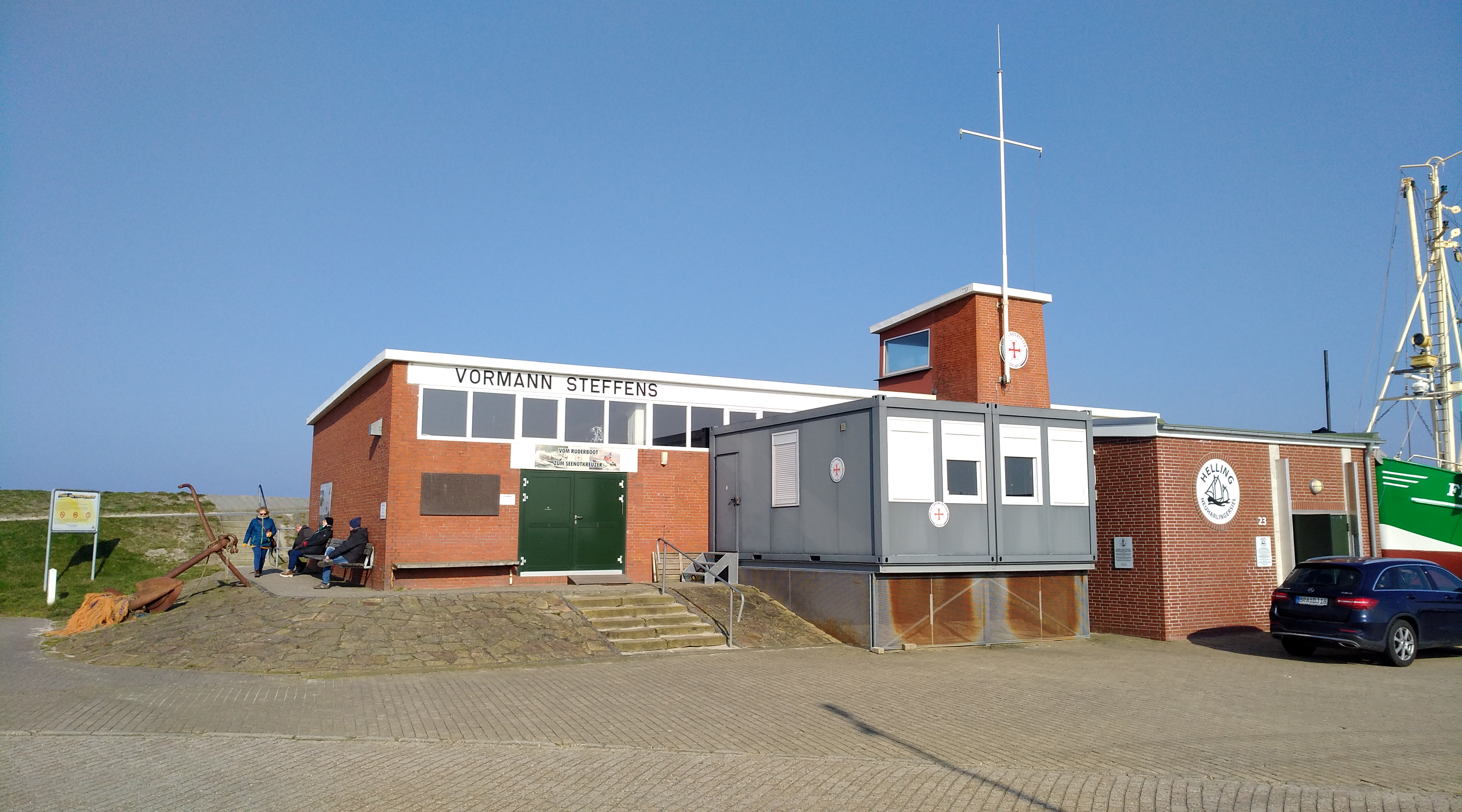
Neuharlingersiel DGzRS-Station

Der Rettungsschuppen neben der Helling am Hafen West stammt aus dem Jahr 1963. Darin ist eine kleine Ausstellung zur Seenotrettung mit der ULRICH STEFFENS (III) untergebracht. Ehrenamtliche Mitarbeiter der DGzRS öffnen regelmäßig die Türen und ermöglichen einen Einblick in die bewegte und bewegende Geschichte der Seenotretter. Maritime Rettungsgeräte, Wrackteile, Schiffsmodelle und historische Dokumente aus der Seefahrt sind zu besichtigen.